# Jour du défenseur de la patrie

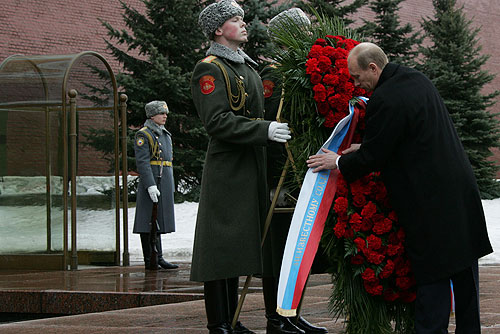
Le président Vladimir Poutine lors du jour du défenseur de la patrie 2008.

Le Jour du défenseur de la patrie (en russe День защитника Отечества, Den' zachtchitnika Otetchestva ; en ukrainien День захисника Вітчизни, Den' zakhysnyka Vitchyzny) est un jour férié observé en Biélorussie, au Kirghizistan, en Russie, au Tadjikistan, anciennement, jusqu'en 2014 en Ukraine et dans d'autres anciennes républiques de l'Union des républiques socialistes soviétiques. Elle est célébrée le 23 février.

## Histoire
Célébré pour la première fois en 1919, ce jour férié marque le premier anniversaire du 17 février 1918, date à laquelle eu lieu la première incorporation massive dans l'Armée rouge, à Petrograd et à Moscou, pendant la guerre civile russe. En janvier 1919, il a été décidé de combiner la célébration de ce jour avec l'anniversaire de la publication du décret de création de l'Armée rouge le 18 février 1918. Or, en 1919, le 17 février tombait un lundi. C'est pourquoi, il avait été décidé de déplacer le jour férié au dimanche suivant, soit le 23 février 1919. Ce choix de date a été conservé. 
Initialement, ce jour est appelé Jour de l'Armée rouge (en russe : День Красной Армии, Den' Krassnoie Armii). Dès 1923, il est rebaptisé Journée de l'Armée et de la Flotte soviétiques (en russe : День Советской Армии и Военно-Морского флота, Den' Sovietskoie Armii i Voenio Morskogo Flota).  
Après la chute de l'Union soviétique en 1991, en 2002, ce jour est rebaptisé Jour du défenseur de la patrie (en russe День защитника Отечества, Den' zachtchitnika Otetchestva) par le président de la fédération de Russie, Vladimir Poutine, et décrété jour férié en Russie.
En automne 2014, Petro Porochenko gagne les élections présidentielles, entame une décommunisation (ou dé-soviétisation) du pays, remplace le Jour du défenseur de la patrie par la Journée des défenseurs de l'Ukraine (et de la cosaquerie ukrainienne) et le déplace au 14 octobre, date qui commémore la fondation de l'Armée insurrectionnelle ukrainienne (UPA).